# 成七儿
成七儿（4世纪？—407年），十六国时起事领袖，屠各族（匈奴部落之一）人。
南凉弘昌六年（东晋义熙三年、407年），南凉王秃发傉檀征集胡汉之兵五万余人，攻打北凉沮渠蒙逊，在均石战败。又攻打夏国赫连勃勃，在阳武战败。他惧怕北凉与夏国进犯，把国都三百里以内的居民全部迁进姑臧（今甘肃武威市西北），致使举国怨声载道。屠各成七儿因百姓之忧，乘机反凉，率其属三百人在北城起兵，一个晚上便聚众达几千人。殿中都尉张猛大声说主上已经自责，宫殿禁卫军的兵马现在就要到了，叛军灾祸就在眼前。大家听说后，全部溃散。成七儿逃奔晏然，被殿中骑将白路等追上斩首。